# Port Antonio
Port Antonio ist die Hauptstadt des Parish Portland an der Nordost-Küste Jamaikas und liegt etwa 100 km nordöstlich von Kingston. 
Im Jahre 1982 hatte Port Antonio 12.285 Einwohner und 1991 war die Bevölkerung auf 13.246 angewachsen. Bei der letzten Zählung 2001 lebten hier rund 15.000 Menschen.
Port Antonio ist der drittgrößte Hafen auf Jamaika, zumeist als Verschiffungshafen für Bananen und Kokosnüsse. Der Hafen ist eine Touristenattraktion und der Tourismus eine wichtige Einnahmequelle der örtlichen Wirtschaft. In Port Antonio kamen Mitte des 19. Jahrhunderts die ersten Touristen auf die Insel. Bananentransporter brachten sie aus den USA mit, besonders aus Boston. Zu dieser Zeit wurde die Stadt auch World’s Banana Capital genannt.
In der Umgebung von Port Antonio gibt es verschiedene Sehenswürdigkeiten, darunter die rund 7 Kilometer östlich von Port Antonio gelegene Blaue Lagune, die an einigen Stellen 54 Meter tief ist.

## Söhne und Töchter der Stadt
- Hope Arthurine Anderson (1950–2016), jamaikanische Schachspielerin, erste Damen-Meisterin
- Mikey Dread (1954–2008), Reggae-Sänger und Produzent
- Junior Murvin (1946–2013), Reggaemusiker
- Odain Rose (* 1992), schwedischer Sprinter